# 斑細盔鯰
斑細盔鯰（学名：Leptorhamdia marmorata）為輻鰭魚綱鯰形目鼬鯰科的其中一種，為熱帶淡水魚，分布於南美洲巴西黑河流域，體長可達12.8公分，棲息在底層水域，生活習性不明。
其种加词“marmorata”意为“大理石纹的”。